# Duncan Edwards
Duncan Edwards (Dudley, 1 de outubro de 1936 — Munique, 21 de fevereiro de 1958) foi um futebolista inglês que atuava como ala. Edwards foi um dos Busby Babes, uma equipe formada por jovens jogadores que eram treinados no Manchester United por Matt Busby em meados dos anos 1950, e uma das 23 pessoas que morreram em virtude do desastre aéreo de Munique, embora tenha sobrevivido ao acidente inicialmente, contra os prognósticos médicos.
Nascido na região de Worcestershire, Edwards entrou para a equipe do Manchester United quando era adolescente e se tornou o jogador mais jovem a disputar uma partida na Primeira Divisão Inglesa e, em seguida, o mais jovem a atuar pela Inglaterra desde a Segunda Guerra Mundial. Em uma carreira profissional que durou menos de cinco anos, ele ajudou o clube a ganhar dois campeonatos nacionais e alcançar as semifinais da Copa dos Campeões da Europa em outras duas oportunidades; antes daqueles dois títulos, o United tinha somente três conquistas no campeonato, e somente uma desde a década de 1910.[carece de fontes?] Edwards terminou em terceiro na edição de 1957 da Ballon d'Or, prêmio entregue pela revista francesa France Football ao melhor jogador europeu.
Considerado por seus contemporâneos britânicos como um dos maiores jogadores da história, alguns cronistas consideram que se não tivesse morrido tão jovem poderia ter-se tornado o maior jogador de todos os tempos, à frente de figuras como Pelé e Maradona. Edwards era uma pessoa reservada em sua vida particular, contrastando com sua postura de liderança em campo. Noivo de uma ávida torcedora do Manchester City, Molly Leech, ele ocasionalmente a acompanhava quando esta ia assistir aos jogos do City.

## Primeiros anos

Assinatura de Duncan Edwards.

Duncan Edwards nasceu em 1 de outubro de 1936, em uma casa na rua Malvern Crescent, na área residencial de Woodside, distrito de Dudley, que na época fazia parte do condado de Worcestershire, com sua família obtendo autorização para se mudar para a área de Priory Estate pouco após seu nascimento. Ele foi o primeiro filho de Gladstone e Anne Sarah Edwards, e o único a sobreviver até a maioridade: sua irmã mais nova, Carol Anne, morreu com apenas catorze semanas de vida, em 1947. A região de Dudley era conhecida principalmente pela produção de ferro e carvão, e, em uma época ainda muito afetada pela Grande Depressão de 1929, bem como pela crise constitucional causada pela morte de Jorge V em 1936 e a abdicação de seu filho Eduardo VIII no final desse mesmo ano, seus pais possuiam uma casa de relativo luxo para o período.
Crescendo durante a Segunda Guerra Mundial, Duncan iniciou seus estudos na Priory Primary School, em 1941, se transferindo para o Wolverhampton Street Secondary School em 1948, quando atingiu a idade limite, e ficando até 1952. Durante seus anos na Wolverhampton, Edwards integrou a equipe de futebol da escola, assim como também jogou pelas equipes escolares do Dudley, Worcestershire e Birmingham. Seu primo Dennis Stevens era o capitão da equipe de Dudley, e três anos mais velho que Duncan. Concomitantemente, Edwards também participava da equipe de dança morris — uma dança folclórica inglesa —, chegando a ser selecionado para competir em um festival nacional, oportunidade que recusou em virtude do convite para participar de um treinamento seletivo com a equipe sub-14 da Associação de Futebol das Escolas Inglesas.

Eu sempre senti que pudesse me comparar com qualquer jogador — com exceção de Duncan. Ele era tão talentoso, eu sempre me senti inferior a ele.

– Bobby Charlton
Edwards impressionou a comissão técnica da Associação de Futebol durante o treino, que ocorreu no mesmo dia do festival de dança, sendo escolhido para defender a English Schools XI. Sua estreia ocorreu em 1 de abril de 1950 em frente de um público de 100 mil pessoas no Estádio de Wembley, contra o selecionado do País de Gales, e contando com a companhia de David Pegg, que viria a ser seu companheiro no United. Anos antes de sua estreia, Edwards havia escrito em um trabalho da escola que seu sonho era jogar no Wembley representando seu país. Edwards foi nomeado como capitão, posição que manteve durante dois anos. Nesse período, Edwards já havia atraído a atenção de clubes profissionais, com o olheiro do Manchester United, Jack O'Brien, escrevendo a Matt Busby, ainda em 1948: "Hoje vi um garoto de doze anos que merece atenção especial. Seu nome é Duncan Edwards, de Dudley."
Joe Mercer, que na época era treinador das equipes de base da Inglaterra, pediu para Busby assinar contrato com Edwards, que também estava atraindo o interesse de Wolverhampton Wanderers e Bolton Wanderers. Apesar de seu primo Stevens ter assinado contrato com o Bolton, e do Wolves possuir uma das equipes mais fortes do futebol na época, sendo o desejo da maioria dos jogadores, Edwards assinou contrato como amador com o United em 2 de junho de 1952. A assinatura de contrato recebeu contornos folclóricos no decorrer do tempo, com algumas fontes da época afirmando que um dirigente do clube chegou a casa dos pais de Edwards às 2h da manhã, com este assinando o contrato ainda de pijamas. O treinador do Wolverhampton, Stan Cullis, indignado com a contratação, acusou os dirigentes do United de terem oferecido incentivos financeiros para Edwards e sua família, e, embora sua família tenha comprado novos equipamentos eletrônicos pouco tempo depois, Edwards afirmou que sempre quis defender a equipe de Lancashire. Apesar do contrato, Edwards passou a aprender carpintaria junto com sua carreira amadora no futebol, para caso não conseguisse virar um jogador profissional.

## Carreira profissional

### Manchester United
Edwards iniciou sua carreira no Manchester United atuando na equipe juvenil. Durante sua primeira temporada, 1952/53, participou da trajetória que culminou no título da primeira edição da FA Youth Cup, contra um dos clubes que mais enfaticamente tentaram sua contratação, o Wolverhampton Wanderers, por acachapantes 9 x 3 no placar agregado, embora Edwards não tenha marcado nos dois jogos da final. George Follows, do News Chronicle, escreveu após uma partida disputada em 1 de abril de 1953: "Assim como o pai da bomba atômica, o Manchester United está esperando por alguma coisa grande. E essa coisa é Duncan Edwards. (...) Quando ele está com a bola, é ousado e decisivo. Quando chuta, nem Jack Rowley — o orgulho de Old Trafford — consegue chutar mais forte. Embora ninguém saiba exatamente o que acontecerá quando Edwards explodir no futebol da Primeira Divisão, uma coisa é certa: será espetacular.”
Sua estreia pela equipe principal ocorreu quatro dias depois, em 4 de abril de 1953, disputando uma partida pela Primeira Divisão Inglesa contra o Cardiff City, que terminou vitorioso naquele jogo por 4 x 1. Duncan tinha apenas 16 anos e 185 dias naquele dia, fazendo dele o jogador mais jovem a disputar uma partida na história do campeonato. Sobre sua estreia na equipe principal pelo Manchester, o jornal The Guardian comentou que "ele se mostrou uma promessa com boa capacidade de passes e remates, mas terá que se mover com mais velocidade". Foi seu único jogo naquela temporada, e contou com a companhia de outros jogadores, como Dennis Viollet e Jackie Blanchflower, que estavam sendo promovidos ao elenco principal como uma medida adotada por Busby para rejuvenescer o elenco. Esta geração de jogadores, a mais fértil e bem-sucedida produzida pelo clube até então, e a qual Edwards se tornaria o mais ilustre, passaria a ser conhecida pela alcunha de Busby Babes, ou os bebês de Busby.

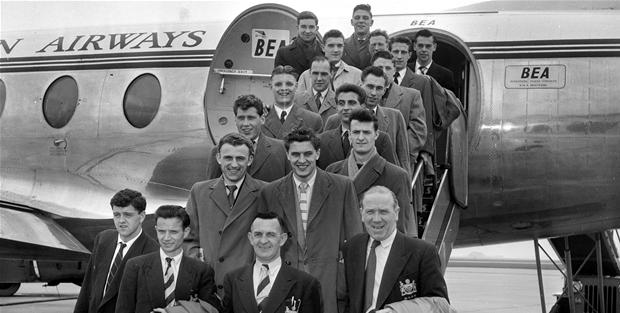
O Manchester United de Edwards e Busby na Dinamarca.

Para a época seguinte, a de 1953/54, Edwards passou a atuar com regularidade na equipe principal do Manchester. Depois de impressionar em um amistoso contra o Kilmarnock, ele substituiu o lesionado Henry Cockburn na partida fora de casa contra o Huddersfield Town em 31 de outubro de 1953, e, a partir de então, virou titular da equipe, disputando 24 partidas no campeonato e mais uma na Copa da Inglaterra, onde o Manchester perdeu por 5 x 3 para o Burnley na primeira rodada. No entanto, ele continuou fazendo parte da equipe juvenil, conquistando o bicampeonato da FA Youth Cup, novamente contra o Wolverhampton Wanderers, embora que desta vez com um placar apertado, 5 x 4 no agregado, e dois gols de Edwards.
A temporada de 1954/55 se mostrou mais produtiva, com ele disputando 36 partidas pela equipe principal e marcando seus primeiros gols profissionais, terminando a época com seis. Apesar disso, Edwards continuou jogando na equipe juvenil paralelamente, como uma forma de manter sua confiança e ajudar na recuperação de eventuais pequenas lesões. A temporada terminou com um tricampeonato na FA Youth Cup, após uma vitória agregada de 7 x 1 contra o West Bromwich Albion. Os dois jogos da final ocorreram duas semanas após sua estreia pela equipe principal da Inglaterra, e a decisão da direção do clube de manter Edwards no elenco juvenil foi duramente criticada pela imprensa e pela equipe adversária por ele já defender a seleção. Busby justificou sua decisão: "Ele ainda é elegível para jogar, então eu não quebrei nenhuma regra."
Ao retornar de uma turnê no continente com a seleção inglesa no final de maio de 1955, Edwards começou um período de serviço no Exército Britânico com a Royal Army Ordnance Corps de dois anos. A atividade militar era obrigatório na época para todos os homens de sua idade no âmbito do regime do Serviço Nacional. Ele ficava em Nesscliffe, perto de Shrewsbury, juntamente com seu amigo e companheiro de clube Bobby Charlton, mas ambos tinham permissão para sair para defender o Manchester. Ele também participava de jogos de futebol organizados pelos integrantes do exército, tendo em uma temporada disputado quase cem partidas entre exército, clube e seleção.
Na temporada 1955/56 Edwards jogou 33 vezes e o United venceu o campeonato inglês por uma margem de onze pontos sobre o Blackpool, clube em que jogava Stanley Matthews, que ao fim daquele ano tornou-se o vencedor da primeira Ballon d'Or, premiação criada pela revista France Football para eleger o melhor jogador europeu da temporada.[carece de fontes?] Visto como "maior lenda do futebol inglês", Matthews era àquela altura um veterano jogador com mais de 40 anos e grande apelo popular, destacando-se em vitória por 4 x 2 sobre o Brasil naquele mesmo ano, com o vice-campeonato ainda sendo a mais alta colocação já obtida pelo Blackpool na elite inglesa. Edwards, que também participou daquela vitória sobre os brasileiros,[carece de fontes?] por sua vez também figurou na relação final da primeira Ballon d'Or, compartilhando o 13º lugar com outros oito jogadores, incluindo Juan Alberto Schiaffino.[carece de fontes?]
1956/57 começou com o título da Supercopa da Inglaterra sobre o rival Manchester City, vencedor da edição anterior da Copa da Inglaterra, embora Edwards tenha ficado quase dois meses afastado devido a um grave surto de gripe logo depois da conquista. Após seu retorno, em uma vitória por 2 x 1 sobre o Nottingham Forest, o Daily Express escreveu que sua atuação "foi a mais eficaz de um jogador no futebol britânico", com o geralmente mais conservador The Times complementando que "ele se elevou acima dos demais". A temporada terminou com 34 partidas e o segundo título consecutivo, desta vez sobre o Tottenham Hotspur. A equipe também ficou próxima do primeiro double (dois títulos na mesma época) da história do clube, após chegar à final da Copa da Inglaterra, mas perdendo para o Aston Villa por 2 x 1.
Os dois títulos seguidos do campeonato representaram àquela altura um relevante acréscimo ao United, que antes de 1955 tinha somente três conquistas, e apenas uma desde a década de 1910. Antes de 1955, o clube tinha a mesma quantidade de troféus do Huddersfield Town e estava atrás dos quatro do Sheffield Wednesday e do Newcastle United, dos cinco de Liverpool e Everton, dos seis cada de Aston Villa e Sunderland e dos sete do Arsenal, possuindo apenas um a mais que Preston North End, Blackburn Rovers e Portsmouth (bicampeão em 1949 e 1950). Ao acumular cinco títulos ingleses ao fim de 1957, o time de Edwards já se tornava a terceira equipe mais vitoriosa do torneio, do qual viria a se tornar a maior campeã 54 anos depois.[carece de fontes?]

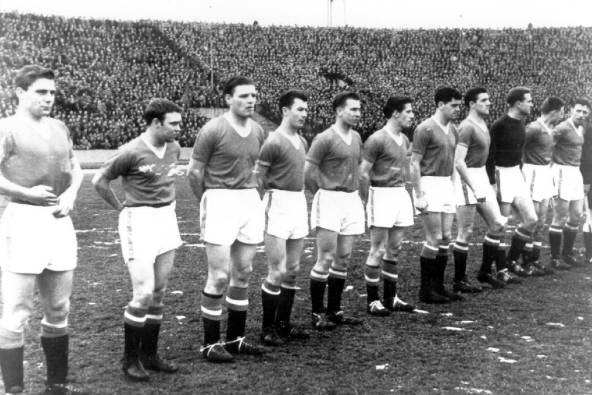
O último jogo dos Busby Babes antes do desastre aéreo de Munique. Edwards é o primeiro jogador em pé, da esquerda para a direita.

Paralelamente ao bicampeonato nacional na temporada 1956/57, Edwards também disputou sete partidas na primeira participação do United na Copa dos Campeões, incluindo uma vitória de 10 x 0 sobre o Anderlecht, que permanece como a maior vitória na história do clube, mas terminando a campanha nas semifinais, após derrota no placar agregado por 5 x 3 para o atual campeão Real Madrid de Alfredo Di Stéfano e Raymond Kopa.[carece de fontes?] A participação no torneio europeu, que acabou sendo a primeira de um clube inglês, quase não ocorrera por relutância do presidente da Football League, Alan Hardaker, em liberar os clubes ingleses para torneios não chancelados por esta, considerando que eles deviam priorizar as competições inglesas. O Chelsea, que se classificou para a edição anterior, foi impedido de participar, mas com o United vindo a receber autorização após forte insistência de Busby.
Edwards começou a temporada 1957/58 em boa forma, obtendo um bicampeonato da Supercopa da Inglaterra com uma vitória por 4 x 0 sobre o Aston Villa, e boatos começavam a circular na imprensa que equipes da Itália tentavam assinar com ele. Era um contexto em que tal destino havia sido tomado no início da temporada por John Charles, o artilheiro do campeonato inglês da temporada anterior, levado pelos valores astronômicos oferecidos pelos clubes italianos na época — contratado pela Juventus, esta pagou apenas pela sua contratação um valor mil vezes acima do limite estabelecido no futebol inglês —;[carece de fontes?] Charles seria visto como o maior jogador britânico do futebol italiano. O ano de 1957 terminou com Edwards ficando empatado com Raymond Kopa na terceira posição da  Ballon d'Or, e atrás de Alfredo Di Stéfano e seu companheiro de seleção Billy Wright.
Sua última partida na Inglaterra ocorreu em 1 de fevereiro de 1958, quando ele marcou o primeiro gol na vitória sobre o Arsenal por 5 x 4. Apesar de vencer o jogo, a impresa foi crítica com sua atuação, principalmente por um erro seu resultar no quarto gol dos londrinos, dizendo que, mesmo com a emocionante partida, isso não seria o suficiente para impressionar o treinador da seleção, Walter Winterbottom, que estava assistindo. Cinco dias depois, ele disputou aquela que seria sua última partida no empate em 3 x 3 com o Estrela Vermelha, na Iugoslávia, que garantiu a classificação para as semifinais da Copa dos Campeões pelo segundo ano seguido, com o placar agregado em 5 x 4. O empate foi descrito como um jogo eletrizante, em que os visitantes abriram 3 x 0, sofrendo depois a igualdade, o que não impediu a classificação inglesa.
Após o desastre, o United continuou a temporada jogando com um time misto, entre atletas das categorias de base e sobreviventes — incluindo Bobby Charlton, que lideraria a segunda geração dos Busby Babes, e se consagraria dez anos após o acidente com o título europeu de 1968 — e sendo treinado pelo assistente Jimmy Murphy enquanto Busby se recuperava de suas lesões. Na Copa dos Campeões, apesar de vencer o primeiro jogo contra o Milan por 2 x 1 no Old Trafford, perdeu por 4 x 0 na Itália e foi eliminado. Antes dos dois jogos contra o time italiano, a equipe chegou perto de terminar com o título da Copa da Inglaterra após eliminar Sheffield Wednesday, West Bromwich Albion e Fulham  nas rodadas anteriores em jogos disputados após o acidente, mas perdendo na final por 2 x 0 para o Bolton Wanderers de Nat Lofthouse, jogador que a direção do clube havia tentado utilizar como referência em 1952 para Edwards assinar com estes.

### Inglaterra
O nome de Duncan Edwards estava na boca de todos que viram esse jogo; ele foi fenomenal. Houve poucas apresentações individuais que se equivalessem a dele daquele dia. Duncan atacou como um leão, atacou em todas as oportunidades e terminou com aquele cracker de um gol. Ele tinha apenas 19 anos, mas já era um jogador de primeira classe.

– Billy Wright, falando sobre a atuação de Edwards em um jogo contra a Alemanha Ocidental.
As primeiras experiências de Edwards jogando por um selecionado nacional foram com a English School XI, uma equipe composta pelos melhores jovens do país. Pouco menos de um ano após sua estreia profissional pelo Manchester United, Edwards fez seu debute pela equipe sub-23 da Inglaterra, em 20 de janeiro de 1954, em uma derrota para a Itália, quando tinha pouco mais de 17 anos. Em março, Edwards também estreou pela equipe B da Inglaterra, em uma partida contra a Alemanha Ocidental, embora tenha sido criticado pela imprensa por seu "desempenho pífio".
Na mesma época estava sendo considerada sua convocação para a equipe principal da Inglaterra, mas na partida em que a comissão foi observá-lo, contra o Arsenal, em 27 de março, ele teve um mau desempenho e não foi chamado. Apesar disso, em 22 de abril ele foi anunciado como um dos 40 jogadores selecionados para a Copa do Mundo FIFA de 1954. Os jogadores passaram por um período de treinamento antes do torneio, jogando dois amistosos, contra Iugoslávia e Hungria, embora não tenha sido selecionado para as partidas. O jogo contra a Hungria terminou sendo uma das piores derrotas sofridas pela Inglaterra, após um 7 x 1. Essa partida era vista como uma questão de honra para os ingleses, que no ano anterior haviam perdido por 6 x 3 para os húngaros, na primeira derrota da Inglaterra em casa para alguma seleção de fora das Ilhas Britânicas.
Edwards acabou não sendo um dos 22 jogadores finais selecionados para o mundial. Um membro do comitê assistiu novamente uma partida sua em 18 de setembro, contra o Huddersfield Town, mas não lhe rendeu uma convocação. Apesar disso, ele foi convocado pela Football League XI, uma equipe formada por alguns dos melhores jogadores do campeonato nacional naquele momento, para participar de uma partida de exibição contra um equivalente escocês.
Suas contínuas atuações pelo clube e pelas equipes inferiores da seleção, incluindo um hat-trick (três gols na mesma partida) em uma vitória por 6 x 0 sobre a Escócia, em Glasgow, em fevereiro de 1955, passaram a fazer a imprensa desejar sua primeira convocação para a equipe principal da Inglaterra. No entanto, sua estreia pela seleção principal ocorreu apenas em 2 de abril, contra a Escócia, pelo Campeonato Interbritânico, onde a Inglaterra venceu por 7 x 2. Embora Dennis Wilshaw tenha se tornado o primeiro jogador a marcar quatro vezes pela seleção inglesa em um jogo nesta vitória, e Nat Lofthouse tenha marcado outros dois gols, o destaque da partida acabou sendo Edwards. Segundo noticiaram os jornais à época, ainda durante o primeiro tempo, o escocês Lawrie Reilly se virou para o seu companheiro Tommy Docherty, questionando "onde eles o encontraram? Eles construiram navios de guerra no Clyde que são menores e menos formidáveis".
A sua estreia ocorreu em uma década em que a rivalidade futebolística entre as duas seleções, outrora amistosa, estava mais acesa do que nunca, em tempos em que a seleção vizinha ainda possuía mais vitórias do que derrotas no clássico — o que só seria revertido na década de 1980 —, a ponto de o treinador inglês vencedor da Copa do Mundo FIFA de 1966, Alf Ramsey, declarar que uma vitória sobre os escoceses naquele mesmo ano de 1966 tê-lo-ia deixado ainda mais feliz do que o título mundial. Naquele contexto, com 18 anos e 183 dias, Edwards tornou-se o mais jovem estreante da Inglaterra desde a Segunda Guerra Mundial, um recorde que permaneceu até 1998, quando Michael Owen fez sua estreia; com ele já se tornando um nome regular na seleção a partir de então, tendo participado de uma turnê ao continente em maio de 1955, onde a equipe da Inglaterra disputou partidas amistosas contra França, Portugal e Espanha.[carece de fontes?]
O período de sua estreia também marcava uma época de forte dominância inglesa no Campeonato Interbritânico, tendo os ingleses sido campeões em todas as edições do torneio durante a década de 1950. O torneio, disputado entre as seleções das nações que compõem o Reino Unido — a Inglaterra de Edwards, a Escócia, o País de Gales, e a Irlanda do Norte, que, antes de sua separação jogava apenas como Irlanda —  desde a temporada 1883/84, sendo, portanto, o primeiro torneio de seleções da história do futebol, e o mais antigo até sua extinção, 100 anos após sua primeira edição, acontecia anualmente, disputado concomitantemente com o campeonato inglês. Embora a competição funcionasse em caráter amistoso, tinha grande adesão de suas seleções por conta da forte rivalidade britânica, a ponto destas preterirem a própria Copa do Mundo FIFA em preferência. Edwards, que fez sua estreia justamente na partida que deu o título da edição 1954/55 sobre os escoceses,[carece de fontes?] foi campeão das quatro edições que jogou entre as temporadas 1954/55 e 1957/58.[carece de fontes?]
Em 1956, atuou como meia defensivo em vitória de 4 x 2 sobre o Brasil, mas sem se limitar àquele setor. O grande nome da partida foi o veteraníssimo Stanley Matthews, mas o desempenho do jovem também mereceu destaque na crítica do Jornal dos Sports, que em dois momentos assim descreveu a atuação de Edwards: "é talvez o jogador mais clássico da defesa. Auxilia o ataque às maravilhas e entende-se muito bem com o garoto Haynes. Deu uns grandes tiros a goal e foi dos melhores do jogo"; "os ingleses exibiram um padrão simples e objetivo. Calçado no melhor figurino moderno. Três ou quatro toques levam o couro de sua área ao arco inimigo. Tudo realizado com extraordinária rapidez e alto sentido de conjunto. É notável, por exemplo, como os dois jovens médios Clayton e Edwards acompanham o ataque alternadamente. Revezando-se no apoio com entrosamento perfeito". Na partida, os britânicos abriram 2 x 0 no primeiro tempo e no segundo os brasileiros chegaram a empatar o jogo, ao passo que os britânicos perderam dois pênaltis, ainda que um pênalti também não tenha sido dado ao Brasil; no minuto seguinte a esse lance, aos 36 do segundo tempo e com a partida ainda em 3 x 2, Edwards chegou a acertar o travessão de Gilmar.
Edwards participou de todas as quatro partidas da Inglaterra nas eliminatórias para a Copa do Mundo FIFA de 1958, marcando duas vezes na vitória por 5 x 2 sobre a Dinamarca em 5 de dezembro de 1956.[carece de fontes?] Ele era considerado como um dos principais nomes da equipe que disputaria o torneio, sendo ainda um provável candidato a substituir o veterano Billy Wright como capitão. Desfalcada de, além de Edwards, Roger Byrne e Tommy Taylor, referências, respectivamente, na defesa e ataque, e que também vieram a morrer no acidente, a Inglaterra foi elimanada ainda na fase de grupos daquele edição do certame, após empatar contra União Soviética, Brasil e Áustria e perder no jogo de desempate contra os soviéticos. Sua última partida pela seleção ocorreu na vitória por 4 x 0 sobre a França, em 27 de novembro de 1957.

## Morte

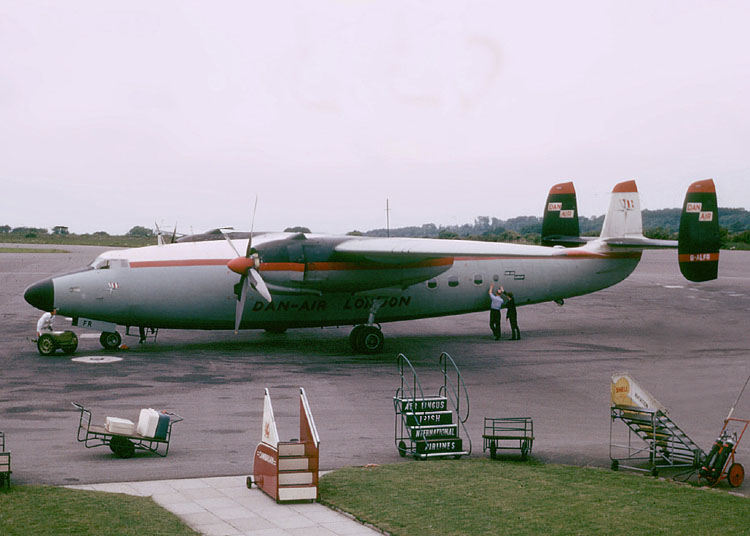
Um Airspeed Ambassador similar ao do voo BEA609, que se envolveu no acidente.

Voltando para casa de Belgrado, em 6 de fevereiro de 1958, após a partida contra o Estrela Vermelha, o avião da British European Airways que transportava Edwards e seus companheiros parou para reabastecimento no aeroporto de Munique-Riem, na Alemanha, dado que os Ambassador não tinham capacidade para fazer um trajeto extenso como Belgrado-Manchester sem parar. James Thain tinha comandado o avião de Belgrado até Munique, com Kenneth Rayment projetado para assumir a partir de então. Às 14h19min a torre de controle liberou o avião para decolar, mas Rayment abandonou a tentativa de decolagem após Thain notar que o medidor de pressão de bombeamento flutuava quando o avião atingia a potência máxima e o motor soava estranho enquanto acelerava. Uma segunda tentativa foi feita três minutos depois, mas cancelada após 40 segundos por os motores estarem funcionando com uma mistura de combustível rica demais, fazendo com que acelerassem demais. Após a segunda tentativa, os passageiros retornaram ao terminal. Nesse tempo, começou a nevar fortemente, e achando que os voos seriam cancelados, Edwards enviou um telegrama à sua noiva na Inglaterra: "Todos os voos foram cancelados, voando amanhã. Duncan."
Temendo chegar fora do horário, e não querendo pernoitar na Alemanha, Thain, após discutir soluções para o problema com o engenheiro de voo local, Bill Black, e, embora este tenha sugerido que esperassem até o dia seguinte, resolveu tentar decolar uma terceira vez, chamando os passageiros de volta ao avião após quinze minutos. Thain optou por utilizar como estratégia acionar o acelerador mais lentamente para evitar que uma mistura rica demais se formasse de novo, mas para isso sendo necessário mais tempo para o avião ter força para decolar, bem que considerasse a pista suficientemente longa para esta empreitada com seus 2 km. Os pilotos receberam autorização para decolar novamente às 15h02min. Tendo chegado a fase V1 de voo sem apresentar indício de problemas, dando início a V2, o avião subitamente começou a perder velocidade, com Rayment gritando no rádio: "Cristo, nós não vamos conseguir!". O avião acabou derrapando no final da pista por conta de uma camada de neve, que causou a desaceleração, não dando assim capacidade para este levantar voo antes que a pista terminasse; ultrapassando a cerca que dividia a pista com casas localizadas próximas, se chocou contra elas.

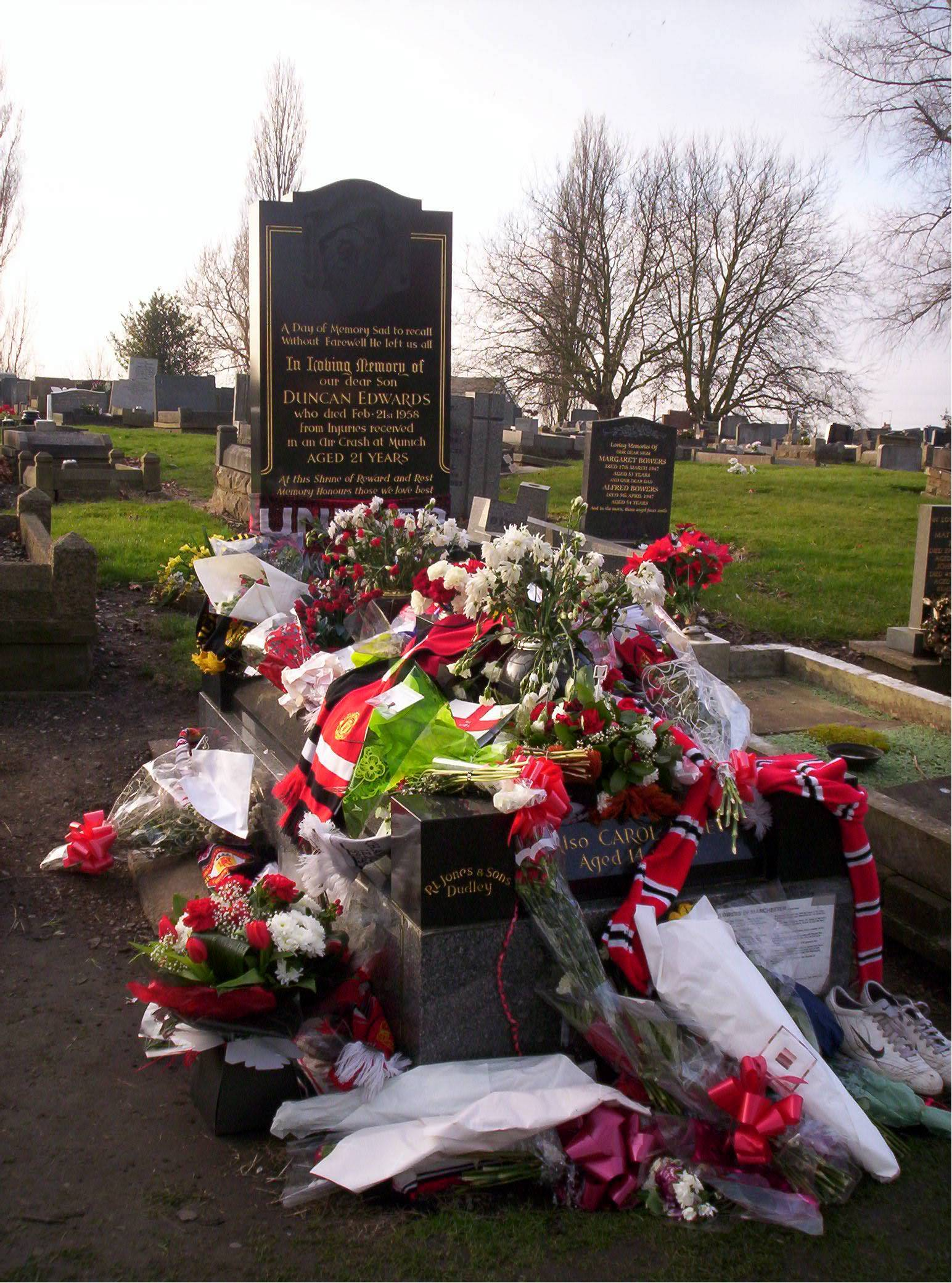
Edwards está enterrado no Cemitério de Dudley, e sua sepultura ainda atrai muitas homenagens dos fãs.

Tendo rasgado a fuselagem do avião no impacto e batido contra um armazém de madeira, o qual abrigava um caminhão de combustível, com este vindo a explodir por conta do choque, sete jogadores e outros catorze passageiros morreram no local. Os demais sobreviventes, juntamente com outras pessoas que estavam próximas, incluindo o goleiro Harry Gregg, que pensou que estava morto enquanto recobrava a consciência, tentaram retirar os demais passageiros que estavam sob os escombros enquanto os bombeiros chegavam. Após sua remoção, Edwards foi levado para o hospital Rechts der Isar, com os médicos atestando pouco depois que ele havia sofrido um colapso pulmonar, estava com seus rins danificados, as costelas e pelve quebradas, múltiplas fraturas em sua perna direita e diversas outras lesões internas. Edwards, que até a segunda tentativa estava sentado no meio do avião, resolveu se sentar no fundo por considerar mais seguro, mas acabou sendo a parte mais atingida no impacto.
No dia seguinte ao acidente, uma assustadora manchete do Manchester Evening News simplesmente dizia sobre o acidente: “Matt 50-50; Edwards ‘Grave’; Berry Coma”. Apesar disso, os médicos conseguiram um rim artificial para Edwards, mas o órgão artificial reduzia a sua capacidade de coagulação do sangue, e ele começou a sangrar internamente. Apesar de seu estado crítico, Duncan estava consciente, embora fortemente sedado. Quando recebeu a visita de seus pais, sua mãe relatou posteriormente que suas primeiras palavras foram: "Vamos, mãe, leve-me para casa logo. Nós vamos jogar contra os Wolves no sábado, e eu não posso perder esse jogo". No dia 14, o relatório médico de Edwards informava que ele "melhorou drasticamente" após uma cirurgia de emergência; mas no dia 19, reportando que ele estava "afundando rapidamente", com o uso da máquina de diálise se transformando em um "ciclo vicioso, gradualmente minando sua força". Ainda assim, no dia seguinte foi relatada uma "ligeira melhora" em suas condições, mas com Edwards vindo a morrer no início da madrugada do dia 21 por insuficiência renal aguda.
O corpo de Edwards foi transportado de volta à Inglaterra, sendo enterrado no Cemitério de Dudley cinco dias depois de sua morte, ao lado de sua irmã, Carol Anne. Mais de cinco mil pessoas foram às ruas de Dudley para seu funeral. Em seu túmulo, está escrito a frase: "Um dia de memória, uma triste recordação, sem despedida, ele deixou todos nós", e é visitado regularmente por fãs. Seu pai, Gladstone, passou a trabalhar como zelador no cemitério após sua morte.

## Legado

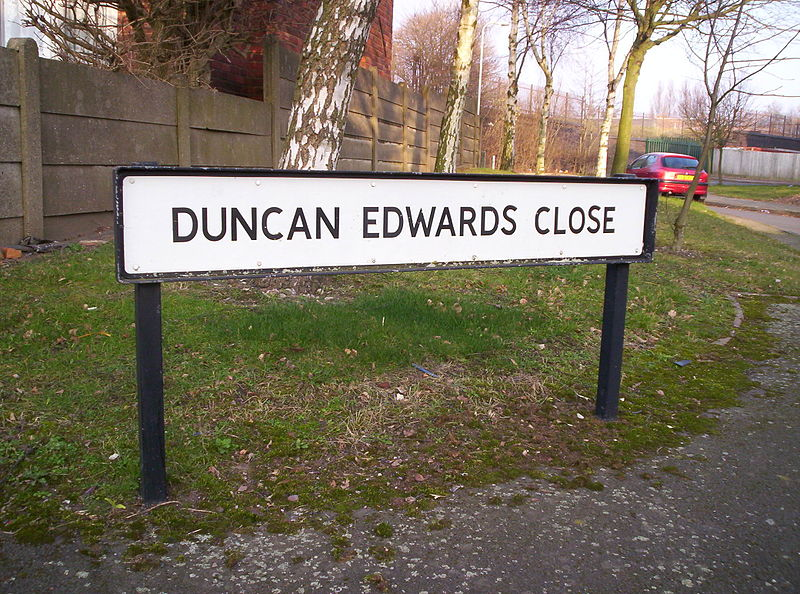
Um complexo habitacional de Dudley nomeado em homenagem a Edwards.

Edwards recebeu diversas homenagens após sua morte, com muitas ocorrendo mesmo décadas depois. Um vitral retratando Edwards, criado pelo pintor de vidros Francis Skeat, e pago com doações de clubes da Football League, como o Brentford e o Crystal Palace, foi apresentado na Igreja de São Francisco por Matt Busby em 1961, e uma estátua no centro do distrito foi dedicada a ele em 1999 por sua mãe e Bobby Charlton, sobrevivente do desastre de Munique. Em 2011, uma blue plaque foi apresentada por Charlton em Stretford, com o mesmo ocorrendo em seu distrito natal.
Em 1993, um complexo habitacional perto do cemitério onde está enterrado foi batizado como "Duncan Edwards Close", com o mesmo ocorrendo em Manchester, com o "Duncan Edwards Court", este situado entre uma rede de ruas com os nomes de alguns dos envolvidos no acidente de Munique. O pub Wren's Neste, localizado perto de onde ele cresceu, foi rebatizado como "The Duncan Edwards" em 2001, embora tenha fechado cinco anos depois, e sido destruído por conta de um incêndio. Em 2006, uma instalação de 100 mil libras foi inaugurada em Priory Park, onde Edwards jogava quando criança, e dois anos depois, um desvio no sul do distrito foi renomeado como "Duncan Edwards Way". O Museu de Arte de Dudley, até o seu fechamento em 2016, abrigava uma exposição de memorabilia dedicada a carreira de Edwards.

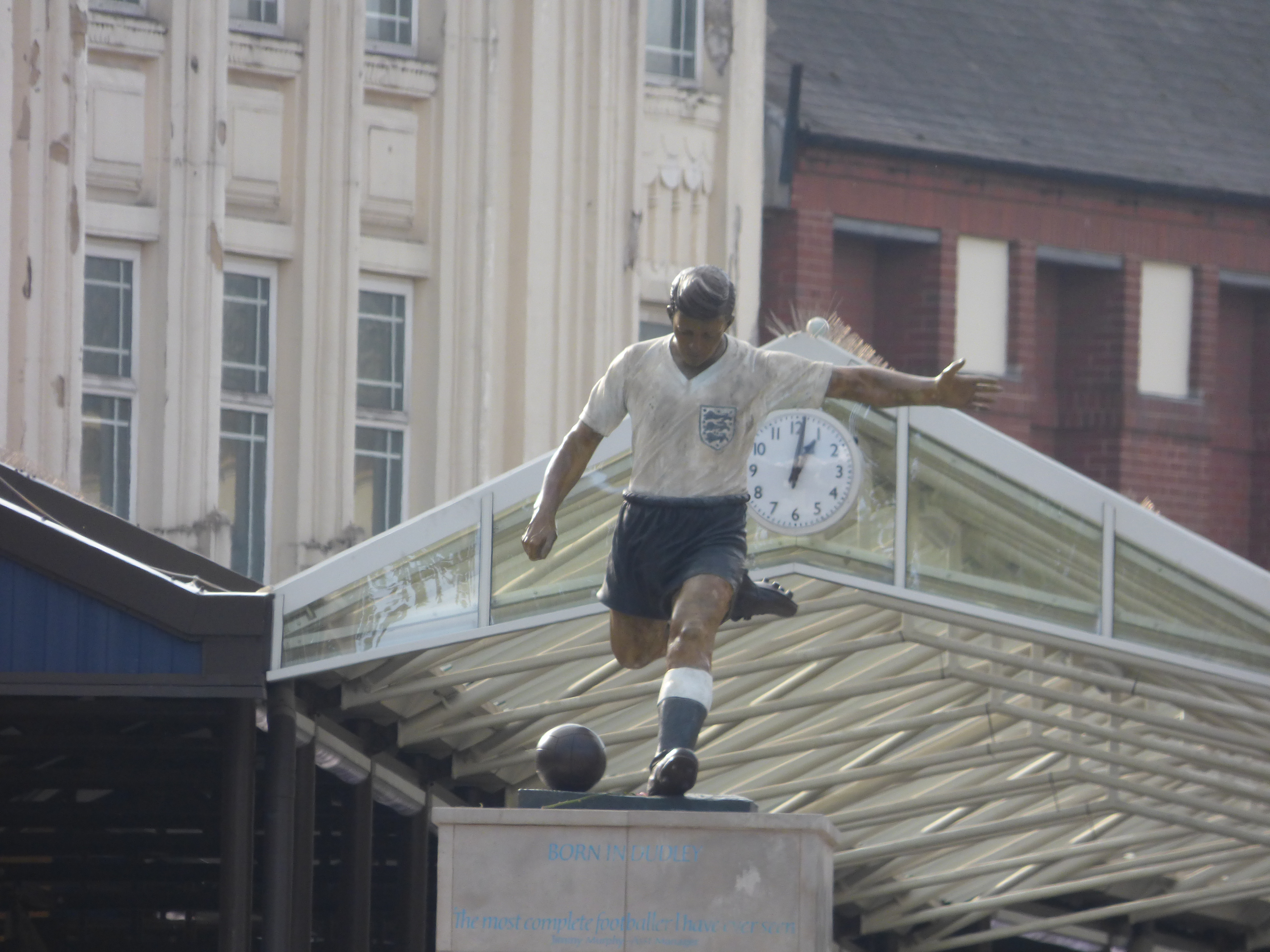
Estátua de Edwards em Dudley. Abaixo, está escrito: "O futebolista mais completo que eu já vi. Jimmy Murphy - Assistente técnico".

Em 1996, Edwards foi um dos cinco jogadores escolhidos para aparecer no pacote de selos "Lendas do Futebol", lançado em comemoração pela Eurocopa daquele ano, disputada na Inglaterra. Edwards também seria incluído dois anos depois no Football League 100 Legends, uma lista contendo os 100 maiores jogadores do campeonato inglês durante o seu primeiro século de existência. Em reconhecimento aos seus talentos, ele também foi incluido na edição inaugural do Hall da Fama do Futebol Inglês, em 2002. Edwards também foi eleito para a equipe ideal do campeonato inglês do século XX pela Associação de Futebolistas Profissionais. Ele também foi interpretado por Sam Claflin no filme para televisão britânico de 2011 United, baseado no desastre de Munique.
Em 1999, a revista britânica World Soccer elegeu os cem maiores jogadores do século XX e inseriu Edwards na 46ª colocação, à frente de Dino Zoff, Hristo Stoichkov, Rivaldo, Tostão, Frank Rijkaard, Roger Milla, Michael Laudrup, Sócrates, Daniel Passarella, Sándor Kocsis, Juan Alberto Schiaffino, Christian Vieri, Mario Kempes, Johan Neeskens, Alessandro Del Piero, Enzo Francescoli, Edgar Davids, Falcão, Sepp Maier, Ryan Giggs, Zbigniew Boniek, Giacinto Facchetti, Raymond Kopa, Ladislao Kubala e Gérson, dentre outros. Outra eleição similar, da revista neerlandesa Voetbal International, elegeu a escalação hipotética do século. Edwards esteve entre os vinte pensados como alternativas à posição em que o escolhido foi Alfredo Di Stéfano, junto de Osvaldo Ardiles, Didi, Falcão, Lothar Matthäus, Johan Neeskens, José Leandro Andrade, Clodoaldo e Alain Giresse, dentre outros.[carece de fontes?]

Quando eu ouvia Muhammad Ali dizendo ao mundo que ele era o maior, eu sempre sorria. O maior de todos foi um futebolista chamado Duncan Edwards.

– Jimmy Murphy
Jogadores e treinadores têm sido incansáveis em falar sobre as habilidades de Edwards. Bobby Charlton o descreveu como "o único jogador que me fez sentir inferior", e disse que sua morte foi "a maior tragédia que aconteceu para o United e o futebol inglês". Terry Venables disse que, se Edwards tivesse sobrevivido, teria sido ele o capitão da Inglaterra na Copa do Mundo FIFA de 1966 e não Bobby Moore. Tommy Docherty afirmou que "não haveria dúvidas que Edwards seria o maior jogador da história. Não somente do futebol britânico, mas de todo o mundo. George Best era especial, como  Pelé e Maradona, mas na minha mente Duncan foi muito melhor em termos de capacidade e habilidade". Walter Winterbottom, treinador da Inglaterra principal à época de Edwards, afirmou que foi através do talento deste que vislumbrou o renascimento do futebol britânico.
Matt Busby, que recusava-se a reconhecer que um dos babes poderia ser considerado mais importante que os outros, não conseguia esconder sua admiração sempre que falava sobre Edwards. Busby chegou a declarar sobre ele uma vez: "Duncan tinha tudo. Ele era tão grande, tão forte, tão confiante e ainda assim tão jovem. Desde o começo desistimos de encontrar falhas em seu jogo. John Charles era outro gigante como jogador, um gigante com muita, muita habilidade. Mas como jogador, mesmo John não tinha tanta [habilidade] quanto Duncan." A admiração de seus contemporâneos levaria Edwards a ser considerado como o primeiro Boy Wonder (Garoto Maravilha, em inglês), um tipo de jogador responsável por causar uma excitação irrestrita nos torcedores e críticos por seu talento, como aconteceria com jogadores de gerações posteriores, como George Best, Paul Gascoigne, Ryan Giggs e Wayne Rooney, mas em uma época onde a propensão era de ceticismo e forte cobrança aos jogadores e o futebol era visto mais como um meio de entretenimento.

## Estilo de jogo
Embora os registros visuais da época em que Edwards jogou sejam escassos, seus contemporâneos têm sido enfáticos em descrevê-lo como um jogador completo, e com capacidades ímpares para o jogo. Edwards ficou particularmente conhecido por conta de sua imponência física e versatilidade em campo, mas também possuía um raro talento, complementado por sua capacidade de jogar com ambos os pés, e que, aliado ao seu forte senso de liderança e inteligência em campo, o tornavam um jogador diferenciado, ao ponto de vários jogadores, treinadores e jornalistas o considerarem como um dos maiores jogadores da história, com alguns considerando que Edwards teria se tornado o maior jogador de todos os tempos se não tivesse morrido tão jovem.

Fisicamente, ele era imponente. Ele era forte e tinha uma mente brilhante para o futebol. Sua capacidade era infinita — com o pé direito, pé esquerdo, passes longos, passes curtos. Ele fazia tudo instintivamente.

– Bobby Charlton
Apesar de ser lembrado como um meia defensivo, Edwards era capaz de atuar eficientemente em qualquer posição dentro de campo, incluindo uma partida como goleiro, em que terminou sem ser vazado. Sua versatilidade era tal que, em uma ocasião ele começou uma partida jogando como atacante e terminou atuando na defesa. Bobby Moore chegou a compará-lo ao Rochedo de Gibraltar quando atuava na defesa, mas com grande dinâmica atuando mais ofensivamente. Este aspecto era incomum para o futebol na época, noção que viria a mudar apenas com o surgimento do futebol total neerlandês durante os anos 1970, onde os jogadores não possuíam posição fixa, alternando entre defesa, meio de campo e ataque sem afetar a estrutura do time.
O seu biógrafo, James Leighton, cético de início quanto às qualidades de Duncan, o resumiu: "Ele é lembrado por sua incrível versatilidade e altos níveis de desempenho. Jogou em todas as posições pelo Manchester United, incluindo no gol, e sem ser vazado. E foi tratado como um jogador de alta classe em todas elas. Ele era grande, forte, rápido, ambidestro, talentoso, corajoso e com faro de gol. Enquanto jogadores como Messi e [Cristiano] Ronaldo são grandes especialistas no ataque, ele era um especialista em todos os lugares. Acho justo dizer que poderia ter sido o jogador mais completo de todos os tempos."
A capacidade de liderança de Edwards em campo, aliada a sua mentalidade, confiança e calma durante os jogos importantes também era um atributo notório e, associado ao seu jeito simples e humilde de jogar, evitando humilhar o adversário e abdicando dos gols em favor de seus companheiros, era contagiante aos demais jogadores. Esta característica seria mal vista em alguns momentos nas categorias de base pelo assistente Jimmy Murphy, que também treinava as equipes de base na época, embora aproveitada por este quando preciso: em uma partida pelas semifinais da FA Youth Cup, Murphy pediu aos jogadores do time para que evitassem passar a bola para Duncan a fim de desenvolverem seu próprio jogo. Mas terminando a primeira parte do jogo com um resultado desfavorável, solicitou ao elenco que esquecessem seu pedido e passassem a bola a Edwards sempre que possível.
Embora fosse apenas três centímetros mais alto do que a média de altura inglesa com seus 1,80 m, Edwards era considerado um dos mais imponentes jogadores da época por conta de seu porte físico, ao ponto de Matt Busby considerá-lo um homem formado mesmo aos 16 anos. Em uma partida pela FA Youth Cup, Duncan utilizou sua força física característica para passar pelos dez jogadores do time adversário e marcar um gol. Segundo Bobby Charlton, que esteve neste jogo e é um ferrenho defensor de seu talento, se Edwards jogasse no futebol atual, caracterizado pelas fortes defesas, ele simplesmente as deslocaria e continuaria sua jogada. Por conta de seu porte físico, acabou ganhando apelidos como "Big Dunc" e "The Tank". Stanley Matthews o descreveu "como uma rocha em um mar revoltado".
Edwards também é lembrado por sua habilidade e controle de bola, refinados passes e sua capacidade de utilizar ambos os pés nas jogadas, característica adquirida, segundo seu primeiro treinador na escola de Wolverhampton, por Edwards ter praticado dança quando era jovem. Também era conhecido por suas arrancadas do meio de campo até o ataque, cobranças de falta, passes longos e passes curtos. Após marcar um gol a quase 25 m de distância do gol — algo característico seu nas competições nacionais já naquele momento — contra a Alemanha Ocidental em 1956, em Berlim Ocidental, ganhou o apelido de "Boom Boom" pela imprensa local em referência ao obuseiro popularmente conhecido como Big Bertha, e utilizado pela Alemanha na Primeira Guerra Mundial.

## Estatísticas

### Clube
| Clube             | Temporada | Primeira Divisão | Primeira Divisão | Copa da Inglaterra | Copa da Inglaterra | Copa dos Campeões | Copa dos Campeões | Supercopa da Inglaterra | Supercopa da Inglaterra | Total | Total |
| Clube             | Temporada | Jogos            | Gols             | Jogos              | Gols               | Jogos             | Gols              | Jogos                   | Gols                    | Jogos | Gols  |
| ----------------- | --------- | ---------------- | ---------------- | ------------------ | ------------------ | ----------------- | ----------------- | ----------------------- | ----------------------- | ----- | ----- |
| Manchester United | 1952–53   | 1                | 0                | 0                  | 0                  | 0                 | 0                 | 0                       | 0                       | 1     | 0     |
| Manchester United | 1953–54   | 24               | 0                | 1                  | 0                  | 0                 | 0                 | 0                       | 0                       | 25    | 0     |
| Manchester United | 1954–55   | 33               | 6                | 3                  | 0                  | 0                 | 0                 | 0                       | 0                       | 36    | 6     |
| Manchester United | 1955–56   | 33               | 3                | 0                  | 0                  | 0                 | 0                 | 0                       | 0                       | 33    | 3     |
| Manchester United | 1956–57   | 34               | 5                | 6                  | 1                  | 7                 | 0                 | 1                       | 0                       | 48    | 6     |
| Manchester United | 1957–58   | 26               | 6                | 2                  | 0                  | 5                 | 0                 | 1                       | 0                       | 34    | 6     |
| Total             | Total     | 151              | 20               | 12                 | 1                  | 12                | 0                 | 2                       | 0                       | 177   | 21    |

### Partidas pelas seleções inglesas
A tabela abaixo resume as aparições de Duncan Edwards pelas principais seleções inglesas, sendo utilizado simultaneamente pela equipe sub-23, pela equipe B (ambas especificadas em parênteses) e pela principal.[carece de fontes?]

## Fora do futebol
Abstêmio, Edwards era conhecido como uma pessoa reservada, cujos principais interesses eram a pesca, jogos de cartas e idas ao cinema, personalidade que se formou depois dos 14 anos, sendo considerado ativo e boca suja antes disso por seu treinador na escola de Wolverhampton. Embora participasse ocasionalmente de danças com os companheiros de equipe, Edwards não se sentia confortável nestas situações. O assistente de Matt Busby, Jimmy Murphy, o descreveu como um "garoto ingênuo", e com um forte sotaque black country. Bill Inglis, um de seus treinadores na base do United, relembrou que uma vez pediu para que a equipe corresse algumas voltas ao redor do campo enquanto se ausentava e depois disputassem uma partida amistosa para encerrar o treino. Quando retornou, todos estavam jogando, enquanto Edwards continuava correndo. Questionado, Duncan justificou que ele nunca disse quando parar de correr. Edwards já chegou a ser parado pela polícia por andar de bicicleta sem iluminação, sendo multado em cinco xelins pelas autoridades, e tendo seu salário suspenso por duas semanas pelo episódio.
Quando assinou contrato amador com o Manchester United, Edwards se mudou para a cidade homônima juntamente com seu colega das equipes escolares do Birmingham e da Inglaterra Gordon Clayton, e foi alojado em uma casa com David Pegg, seu companheiro nas equipes escolares da Inglaterra, e que também viria a morrer no acidente em Munique. No momento de sua morte, Edwards estava morando nos alojamentos da Gorse Avenue, em Stretford, com sua noiva, Molly Leech, que tinha 22 anos, e trabalhava nos escritórios da Cook and Company Ltd, uma empresa fabricante de máquinas têxteis em Altrincham, na Grande Manchester. O casal tinha se conhecido em um hotel no aeroporto de Manchester, um ano antes de se tornarem noivos, com Leech se afeiçoando ao sotaque e jeito tímido de Edwards. Este a propôs em casamento apenas alguns dias antes do acidente. Leech era torcedora do Manchester City, e, embora fosse jogador do rival United, Edwards ocasionalmente acompanhava Molly quando esta ia assistir jogos do City no Maine Road.
Embora fosse reservado, Edwards participou de comerciais sobre açúcar da empresa Dextrosol, e havia finalizado um livro escrito com o suporte  de Leech poucos dias antes de sua morte chamado Combater Soccer This Way, que falava sobre seus métodos de treinamento entre o seu processo de entrar nas categorias de base e ser promovido ao time principal, e que completava seu salário de quinze xelins por semana durante a temporada e doze xelins durante o verão. O livro foi publicado logo após sua morte, com a aprovação da sua família, e foi relançado no final de 2009, após anos fora de catálogo. O dinheiro ganho com os comerciais também ajudou Edwards a conseguir comprar seu primeiro carro poucos dias após seu aniverário de 21 anos, um Morris Minor 1000, e era frequentemente visto lavando e encerrando o veículo e passeando pela região com sua noiva no seu tempo livre.